# Homefront (Computerspiel)
Homefront (deutsch Heimatfront) ist ein Ego-Shooter-Computerspiel, das von Kaos Studios entwickelt wurde und von THQ als Publisher herausgebracht wurde.

## Handlung

### Inhalt
Homefront spielt in den Vereinigten Staaten im Jahre 2027, in einer Alternativweltgeschichte nach dem Peak Oil, weist dabei auch partiell Elemente der Postapokalypse auf. Ein zu dieser Zeit unter Führung des kommunistischen Nordens vereinigtes Korea, das seit geraumer Zeit auf Expansionskurs ist und sich zur Hegemonie über Ostasien aufschwingt, attackiert die wirtschaftlich angeschlagenen und sich im Niedergang befindlichen USA. Der Handlungsbogen bezieht nicht nur die Entwicklung der Nordkoreanischen Streitkräfte ein, sondern handelt auch vom wirtschaftlichen Verfall der Vereinigten Staaten von Amerika und den Unruhen, welche die Nation vor der Invasion schwächen. Im Verlauf konzentriert sich der Plot auf den Kollaps der USA und der daraus folgenden Unterdrückung durch die Große Koreanische Republik. Die interaktive Spielhandlung setzt in Montrose (Colorado) ein, einem der wichtigsten Schauplätze des Spiels. Der Spieler wird im Verlauf des Spiels dazu aufgefordert, sich den US-amerikanischen Widerstandskämpfern anzuschließen. Während des ganzen Spiels wird man von den Widerstands-Kameraden Connor und Rianna begleitet.

### Fiktive Zeitleiste
- 2011: Nordkoreas atomare Aufrüstung schreitet gewaltig voran und provoziert UN-Sanktionen.
- 2012: Diktator Kim Jong-il verstirbt. Sein Sohn Kim Jong-un tritt seine Nachfolge an.
- 2013: Kim Jong-un vereint Nordkorea und Südkorea unter nordkoreanischer Führung.
- 2015: Im Zuge des saudisch-iranischen Krieges werden unzählige Ölquellen und Pipelines im Nahen Osten zerstört, so dass es weltweit zu einem Versorgungsengpass kommt. In den USA steigen die Benzin-Preise auf $20 je Gallone und destabilisieren das Land.
- 2017: Der US-Dollar kollabiert, zivile Unruhen intensivieren sich und das US-Militär beginnt die Auslandspräsenz zu reduzieren.
- 2018: Japan kapituliert vor der Groß-Koreanischen Republik und wird zu einem Vasallenstaat.
- 2022: Die Volkswirtschaft der USA ist nahezu am Boden. Eine asiatische Vogelgrippe-Epidemie die sich auf den Menschen überträgt, tötet sechs Millionen US-Bürger. Mexiko schließt die Grenze, um den US-Flüchtlingsstrom zu stoppen.
- 2024: Korea annektiert zahlreiche Nationen in Südostasien.
- 2025: Ein in einem koreanischen Satelliten verbauter EMP wird eingesetzt, um die Infrastruktur der USA lahmzulegen. Die Groß-Koreanische Republik greift die USA an. Koreanische Truppen nehmen Hawaii ein, erlangen Kontrolle über San Francisco und den Mittleren Westen. Der Mississippi wird radioaktiv verseucht und teilt gewissermaßen das Land.
- 2026: Das US-Militär ist eingekesselt und versprengt. Die koreanische Besatzungszeit und Terrorherrschaft beginnt.

## Spielprinzip
Das Spiel beinhaltet sowohl einen Einzelspieler als auch einen Mehrspieler-Modus. Im Spielverlauf wird der Spieler aufgefordert gegen die Besatzer Guerilla-Taktiken anzuwenden. Er greift zudem auf Fahrzeuge unterschiedlichster Art zurück, von Panzern über Drohnen bis hin zu Helikoptern, und macht sich fortgeschrittene Drohnentechnologie zu Nutze. Die Spielwelt weist außerdem fiktionale Physik auf. Zum Beispiel können EMP-Bomben fast jede Infrastruktur temporär deaktivieren und bestimmte Objekte zum Spieler magnetisch angezogen werden.
Im Mehrspieler-Modus treten bis zu 32 Spieler auf kleinen bis großen Karten in zwei Fraktion gegeneinander an. In dem Spielmodus Ground-Control kämpfen zwei Spielerfraktion um verschiedene Kontrollpunkte auf einer sich dynamisch anpassenden Karte. Homefront verzichtet dabei auf ein klassisches Klassensystem wie in anderen teambasierten Ego-Shootern, sondern nutzt vielmehr ein Ausrüstungsmenü, welches dem Spieler das Mischen von verschiedenen Ausrüstungsklassen erlaubt. Für ihre Tätigkeiten erhalten die Spieler eine Art Spielwährung, so genannte Battlepoints, die der Spieler für strategische Entscheidungen nutzen kann.

## Entwicklung
Die Story zum Spiel lieferte John Milius, der als Co-Autor zu Apocalypse Now fungierte und bei Die rote Flut Regie führte. Auch einige CIA-Berater, die sich mit möglichen Angriffen auf die USA befassen, wurden bei der Hintergrundgeschichte einbezogen, um die Geschichte glaubwürdig wirken zu lassen. Zusammen mit Raymond Benson schrieb John Milius zudem Die Stimme der Freiheit, den Begleitroman zum Spiel (Originaltitel: The Voice of Freedom, ISBN 978-0-345-52715-8).
Laut Produzent Dex Smither setzte das Spiel auf Grund seines niedrigen Budgets wesentlich stärker auf Atmosphäre, Emotionen und Handlung als auf überladene Action. So sagte er zu Gamestar: „Deshalb gehen wir nicht den Jerry-Bruckheimer-Weg mit noch mehr Ka-Bumm und sinnlos explodierenden Helikoptern, sondern setzen auf Emotionen, Story und Atmosphäre. Ehrlich gesagt haben wir uns sehr vom ersten Half-Life inspirieren lassen, gerade in den ruhigen Szenen.“
Das Entwicklungsteam hatte ursprünglich darüber nachgedacht, China und nicht Nordkorea als Invasionsmacht zu verwenden. Das wurde aus Angst vor Repressionen aber unterlassen.

## Rezeption
Schon vor Release machte Homefront durch PR-Aktionen auf sich aufmerksam, bei denen unter anderem eine fiktive Zeitung aus dem Jahr 2026 mit Namen Freie Deutsche Stimme an Blogger verschickt wurde. In der Zeitung wird über die Besetzung der USA durch koreanische Truppen aus deutscher Sicht berichtet. Kritisiert wurde die Aktion vor allem wegen des unglücklich gewählten Titels der Zeitschrift, der an das NPD-Parteiblatt Deutsche Stimme erinnert.
In deutschen Spielemagazinen erhielt Homefront überwiegend gute Wertungen. Gelobt wurde die intensive Atmosphäre, das interessante Szenario und der Multiplayermodus. Bemängelt wurden die starken Ähnlichkeiten mit der Call-of-Duty-Reihe, die leicht veraltete Grafik und die kurze Spielzeit von nur fünf bis sechs Stunden.
In US-amerikanischen Medien erhielt das Spiel hingegen eher durchschnittliche Kritiken, worauf der Aktienkurs von THQ um 26 % nachgab. THQ veröffentlichte daraufhin verfrühte Verkaufszahlen, die belegten, dass sich das Spiel trotz durchschnittlicher Kritiken gut verkaufte.

## Fortsetzung
Der Publisher und Entwickler THQ kündigte für 2013 eine Fortsetzung an. Das Spiel sollte vom durch Spiele wie Far Cry und Crysis bekannten Studio Crytek entwickelt werden und für PC wie auch Konsolen erscheinen. Nach der Insolvenz von THQ und Versteigerung der Marken sicherte sich Crytek im Januar 2013 die Markenrechte an Homefront. Im Juni 2014 kündigte Crytek die Fortsetzung Homefront: The Revolution an, die vom britischen Crytek-Studio in Nottingham entwickelt wird. Der Ego-Shooter mit offener Welt basiert auf der CryEngine. Nachdem es zu finanziellen Schwierigkeiten bei Crytek kam und als Folge viele Mitarbeiter das Studio in Nottingham verließen, verkaufte Crytek die Rechte an der Marke Homefront im Juli 2014 an Koch Media, den Mutterkonzern von Deep Silver. Zudem löste Crytek das englische Studio auf, die verbliebenen Mitarbeiter wechselten zu Dambuster Studios, welches von Deep Silver in Nottingham zeitgleich eröffnet wurde. Dort wurde die Entwicklung von Homefront: The Revolution fortgesetzt. Homefront: The Revolution ist am 20. Mai 2016 für Windows, Xbox One und die PlayStation 4 erschienen. Im März 2017 folgte die Unterstützung der PlayStation 4 Pro.

## Roman zum Spiel
- Homefront: Stimme der Freiheit von John Milius und Raymond Benson, Panini Verlag, Juli 2011, ISBN 978-3-8332-2321-1